# Russell Beardsmore
Russell Peter Beardsmore (Wigan, 28 september 1968) is een Engels voormalig voetballer die doorgaans als centrale middenvelder speelde.

## Clubcarrière

### Manchester United
Russell Beardsmore stroomde door vanuit de jeugd van Manchester United. Hij mocht van trainer Sir Alex Ferguson debuteren tegen West Ham United, in september 1988. Vanaf het seizoen 1986/87 maakte Beardsmore permanent deel uit van het eerste elftal van de Red Devils. De uit Wigan afkomstige centrale middenvelder wist echter niet definitief door te breken bij Manchester United. Spelers als Neil Webb en Paul Ince (voornamelijk deze spelers) hielden hem uit het elftal en invallen werd en bleef zijn lot. Ferguson passeerde hem doorgaans in de competitie, de Football League First Division. Toch speelde hij in die hoedanigheid nog 56 competitiewedstrijden.
Beardsmore speelde de meeste van die wedstrijden tijdens het seizoen 1988/89 na het vertrek van Gordon Strachan naar Leeds United en wanneer draaischijf en aanvoerder Bryan Robson geblesseerd was. Op dat moment, niet lang na zijn officiële debuut, was hij heel even een vaste waarde bij United. In 1990 won United de FA Cup tegen Crystal Palace na een replay (0–1). Beardsmore miste de bekertriomf met een blessure. In 1991 won de club twee opeenvolgende Europese prijzen; de UEFA Beker der Bekerwinnaars tegen FC Barcelona werd gevolgd door de UEFA Super Cup tegen Rode Ster Belgrado. Beardsmore was beide malen een ongebruikte wisselspeler. Hij mocht ook niet aantreden in de met aartsrivaal Liverpool gedeelde FA Charity Shield van 1990. Liverpool en Manchester United speelden 1–1 gelijk.
Na het eerste seizoen van de Premier League, het seizoen 1992/93 waarin hij geen minuut speelde, verliet Beardsmore de club na bijna tien jaar. In 1984 kwam hij namelijk bij de jeugdwerking van de Mancunians. Manchester United verhuurde hem in 1991 aan Blackburn Rovers, wat weinig succesvol was.

### AFC Bournemouth
Ter afsluiting van zijn loopbaan was Beardsmore vijf jaar lang sterkhouder voor derdeklasser AFC Bournemouth, waar hij transfervrij tekende. In april 1998, zijn laatste maanden als voetballer, verloor hij met Bournemouth de finale van de Football League Trophy met 1–2 van Grimsby Town op Wembley.

## Erelijst
Manchester United FC
- UEFA Beker der Bekerwinnaars

1991
- UEFA Super Cup

1991
- FA Charity Shield

1990